# 뱀 선생
뱀 선생(蛇先生)은 1930년 작품으로 ‘타이완 신문학의 아버지’, ‘타이완의 루쉰’이라고 불리는 라이허의 소설이다. 이 책에 실린 8편의 소설은 라이허의 단편소설 중에서 그의 문학적 특징과 시대적인 특징이 가장 잘 드러난 작품들로, 일제 식민지 통치의 죄악과 그에 따른 타이완 민중의 고통을 적나라하게 고발하고 타이완 사람의 민족의식을 고취하는 내용을 담고 있다.
라이허는 일본의 식민지 현실을 고발하기 위해 소설 속에서 다양한 도구와 배경들을 활용했는데, 과학과 법률은 그러한 도구 중의 하나이다. ＜뱀 선생＞에서 뱀 선생의 전통적 방식의 의료 행위는 일본 식민 당국과 양의에 의해 법적인 규제를 당한다. 라이허는 새롭게 나타난 법이라는 제도를 이야기하면서 일본을 통해서 들어온 양의를 비판하고, 뱀 선생의 입을 통해 소설 속에서 법에 대한 본인의 생각을 표현하며 약자보다 강자를 위해 존재하는 법에 대해 부정적인 관점을 보여 준다. 법은 소중한 것이며 인간은 법이 있기에 살아갈 수 있지만 또한 언제나 그 시대의 법은 그것을 가능하게 만든 당시의 특수한 이해관계에 봉사할 수밖에 없음을 지적하고자 하는 것이다. 사람들을 치료하는 뱀 선생의 선행은 그저 범죄일 뿐이고 특정인에게 이익을 가져다주도록 만들어 놓은 법 앞에서 다수의 사람들은 약자에 불과했다. 라이허는 과학과 법률 등 일본의 식민지 문화가 타이완의 전통, 민간 문화를 억압하는 현실을 풍자적인 기법을 사용해 묘사하는 동시에 뱀 선생의 치료법, 즉 구습만을 좇고 있는 사람들 또한 풍자하고 있다. ＜뱀 선생＞에서는 ＜흥 겨루기＞에 나타난 국민성 비판에 더해 식민지 체제 비판이라는 요소가 함께하고 있다.

## 참고 문헌
- 본 문서에는 지식을만드는지식에서 CC-BY-SA 3.0으로 배포한 책 소개글 중  "뱀 선생(蛇先生)" 의 소개글을 기초로 작성된 내용이 포함되어 있습니다.